# Günter Schwanhäußer
Günter Schwanhäußer (* 31. Mai 1928; † 12. September 2014) war ein deutscher Unternehmer. Er gilt als Erfinder des Textmarkers.

## Leben
Schwanhäußer war gelernter Landwirt und trat 1950 in das Familienunternehmen Schwan-Stabilo in Nürnberg ein. 1969 übernahm er gemeinsam mit seinem Cousin Horst Schwanhäußer (1931–2002) in vierter Generation die Geschäftsführung. Er verantwortete den Geschäftsbereich „Schreibgeräte“, den er bis 1994 führte. 1971 erfand Schwanhäußer mit dem Textmarker „Stabilo Boss“ einen dicken Stift mit Leuchtfarbe zum Markieren von Texten. 2003 schied er aus dem Unternehmen aus.

## Auszeichnungen
- 1986: Bundesverdienstkreuz am Bande
- 1995: Officer of the Order of the British Empire
- britischer Honorarkonsul